# Badmintonsamband Íslands
Der Badmintonsamband Íslands (kurz BSI, deutsch Badmintonverband Islands) ist die oberste nationale administrative Organisation in der Sportart Badminton in Island mit Sitz in Reykjavík. Der Verband wurde am 5. November 1967 gegründet.

## Geschichte
Obwohl erste nationale Meisterschaften im Badminton in Island bereits 1949 ausgetragen wurden, kam es erst im Jahr 1967 zur Gründung eines nationalen Dachverbandes. Im Juli 1968 wurde der Verband Mitglied in der Badminton World Federation, damals als International Badminton Federation bekannt, und 1978 Mitglied in der European Badminton Union.

## Bedeutende Veranstaltungen, Turniere und Ligen
- Iceland International
- Isländische Meisterschaft
- Mannschaftsmeisterschaft
- Juniorenmeisterschaft

## Bedeutende Persönlichkeiten
- Kristján Daníelsson, Präsident